# Chen Mingshu

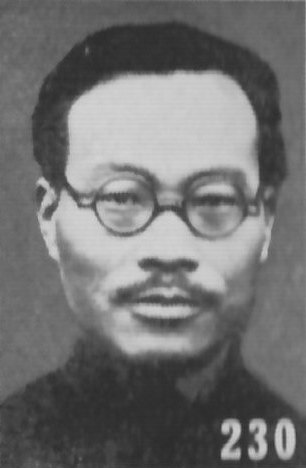
Chen Mingshu.

Chen Mingshu (idioma chino: 陈铭枢; pinyin: Chén Míngshū; 15 de octubre de 1889 - 15 de mayo de 1965) fue un general y político chino y Premier de la República de China interino en diciembre de 19 condado de Hepu en Guangxi. En 1906 ingresa a la escuela militar y durante la Revolución de Xinhai participó del movimiento en la ciudad de Hankou. En 1913, durante la segunda revolución fue derrotado y debió emigrar a Japón, hasta que regresó a China en 1915 cuando reingresa al ejército del Kuomintang durante la Guerra de Protección Nacional entre Yuan Shikai y Sun Yat-sen. Participó con Chen Jiongming en la Expedición al Norte de 1924.
Con el establecimiento formal del gobierno nacionalista en China, Chen es nombrado brevemente como Premier interino luego que Chiang Kai-shek renunciara en diciembre de 1931. Participó en la batalla de Shanghái de 1932, defendiendo la ciudad contra el Imperio de Japón. A finales de 1933 participa con otros líderes militares en el establecimiento del Gobierno Revolucionario Popular de la República de China, un estado comunista anti-Kuomintang establecido en Fujian, sin embargo la conjura fue destruida en enero de 1934 y debió huir a Hong Kong.
Durante la guerra civil china en 1948, se une al Comité Revolucionario del Kuomintang formado por disidentes izquierdistas del Kuomintang. Con el establecimiento de la República Popular de China, estuvo en varios comités de la Conferencia Consultiva Política del Pueblo Chino y del Congreso Popular Nacional. Fue expulsado de la política luego del Movimiento Anti-Derecha en 1957.
| Predecesor: Chiang Kai-shek | Primer ministro de la República de China 1931-1932 | Sucesor: Sun Fo |

- Datos: Q707927
- Multimedia: Chen Mingshu / Q707927